# Glyphoglossus capsus
Glyphoglossus capsus é uma espécie de anfíbio anuros da família Microhylidae. Está presente na Malásia. A UICN classificou-a como deficiente de dados.